# ワンチャイコネクション
『ワンチャイコネクション』 (Wan Chai Connection) は、セガより1994年11月22日に発売された、セガサターン用ソフトウェア。香港を舞台にしたアドベンチャーゲーム。通称「ワンコネ」。製作はセガ、開発はマイクロネット。セガサターン本体同時発売タイトルである。
また、本作においては実写取り込みが用いられている。

## 概要
プレーヤーは布川敏和が演じるマイケル・リーとなり、香港で起こる事件を解決していくコマンド選択式アドベンチャー。原作・脚本はジェームス三木によるもので、登場人物は俳優が演じる。多くの背景も実写撮り込みが使われている。ゲームはいくつかの章で構成されている。章と章の間には動画が組み込まれており、ストーリーを把握しやすい作りになっている。
3Dバーチャル捜査画面で基本的にできることは、移動、開ける、調査、証拠品の4つ。移動は、その場から移動したいときに使う。箱や引きだしなどを調べたいときは、開けるを選択。調査は、本や部屋にあるものを調べたい時に使用。証拠品は、容疑者の部屋から押収したものをチェックしたいときに使う。

## ストーリー
1997年の中国返還をあと数年に控えた香港。日中は観光客で賑わうオーシャンパークにて麻袋に詰められた全裸の女性が発見される。殺人未遂事件として、香港警察所属の敏腕刑事であるマイケル李が事件を担当することとなる。また、被害者の女性は軽傷で一命を取り留めるものの、記憶を失ってしまう。記憶のかけらを追い求めていくうちに、更なる事件に巻き込まれてゆく。

## 主な登場人物
マイケル李（マイケル・リー）
演 - 布川敏和
主人公。香港警察署の敏腕刑事。
麗燕（ライ・イン）
演 - 杉本彩
「オーシャンパーク全裸女性殺人未遂事件」の被害者。事件の影響で記憶を失ってしまう。いっさいの事をショックで失ってしまった哀しい境遇の女性。日本語、広東語、台湾語などを使うことができる才女。ライインと医師の伍から名付けられる。
ポール黄（ポール・ワォン）
演 - 大城英司
街のチンピラ。マーガレットホテルの元従業員。恐喝や盗みの前科あり。ダニエル張と交友がある。マイケルの職務質問に抵抗したため捕まってしまう。
ナンシー姚
クラブのダンサー。ポールが逮捕された時に一緒にいた。
ミッシェル林蘆（ミッシェル・ラム）
演 - 川村一代
ロバート林の妻。パトリシアはスチュワーデス勤務時代の同僚。
ロバート林（ロバート・ラム）
演 - 佐藤幸雄
ピアニスト。麻雀荘「カブト」に度々出入りしている。
デービス朱
貿易商、銅鑼公司の社長。体調を悪くし、社長の座を息子に譲ることに悩む。
サンドラ朱葉
デービス朱の妻。クラシック音楽に凝っていて２人の子どもを持つ。
サリー張朱（サリー・チョン）
演 - 駒塚由衣
デービスの娘。ダニエル張と3年前に結婚。嫉妬深い。夫の浮気の噂を耳にしてから女性にジメジメした攻撃をするようになる。
ダニエル張（ダニエル・チョン）
演 - 小早川進一
銅鑼公司の常務。ハワイ大学卒業後アメリカ、日本で暮らし、5年前に香港にやって来た。
ダクラス朱（ダグラス・チュー）
演 - 長井俊樹
サリーの弟。社長であり父親のデービスが体調を崩しており、事実上銅鑼公司を経営している。正義感が強い。
ジョージ周
銅鑼公司の専務で経理担当。
パトリシア陳（パトリシア・チャン）
演 - 古田さとみ
中環にある麻雀荘「カブト」のママ。6年前にこの雀荘を開いた。6年前までスチュワーデスをしていた美人店主。ミッシェルとはスチュワーデス時代に知り合う。ダニエルとの噂が流れたが笑ってすぐに否定する。
トーマス王（トーマス・ワォン）
演 - 須賀不二男
銅鑼公司の元顧問税理士。よく「カブト」に出入りしてダニエル張と麻雀をしていた。税理士のかたわら、アル中撲滅協会の事務局長をしている。同性愛者。
チャールズ蘇
演 - 赤坂広人
ダニエル張殺害事件発生現場「マーガレットホテル」の支配人。事件が起きたことでホテルのイメージダウンにならないかと懸念する。
エミリー孟
ダニエル張殺害事件の発見者。配膳など、マーガレットホテルの客室係。ある人物が事件に巻き込まれ、その第一発見者となる。

ハワード伍
演 - 細野哲弘
警察病院にて麗燕の担当医をしている。記憶喪失になっていた被害者女性に麗燕という名前をつける。
看護婦ジェーン
警察病院の看護婦。病院内では、とても明るいと評判の看護婦。しかし事件や麗燕の病状に関しては、ほとんど知らない。
鑑識係
演 - 海一生
ストーリーの途中で押収した証拠品を鑑定してくれる。
捜査本部長
演 - 原田大二郎
マイケルの上司。
刑事A
演 - 新井敏也
ジェフリー呉
銅鑼公司がメインバンクにしている香港銀行の行員。
マリア梁
ダニエル張が航空券を買った旅行会社「国際旅遊」の従業員。
レイモンド余
殺人未遂事件の第一発見者。毎朝散歩している公園で倒れていた麗燕を発見した。
ロビン趙
殺人未遂事件の目撃者であるタクシー運転手。
トラビス何
スナックで働いている。トーマス王と1年前から付き合っている。同性愛者。
ダレン
陸運業者Aの従業員
ギルバート
陸運業者Bの従業員
ジェフ
香港最大の陸運業者Cの従業員
アントニオ
陸運業者Cの従業員。証拠品の麻袋と海運業者の栄豊公司について教えてくれる。
キャサリン
装飾品店の店員。証拠品のカフスボタンについて教えてくれる。
サラ
栄豊公司の従業員。証拠品の木の実を扱っている銅鑼公司について教えてくれる。
デビット荘
占い師。ゲームの進行に詰まった時にヒントをくれる。事件とは関係が無い。

## スタッフ
- 製作総指揮：林上晶彦
- プロデューサー：佐々木啓、田村進一
- チーフプログラマー：中杉功
- 原作・脚本：ジェームス三木
- 撮影：福野和幸、遠藤政史
- 撮影助手：小野成樹
- 照明：和栗一彦、小中健二郎
- ＶＥ：西岡博文、平金聡一郎
- 美術：西村伸明
- 美術助手：山口貴司
- スクリプター：斉藤文
- メイク：長井桂子
- スタイリスト：宮田弘子、友智三苗子
- スチール：生方久、南浦護
- 脚本協力：村橋明朗
- 選曲：遠藤浩二
- 効果：橋本正二
- EED：中野栄滋、森山智幸
- MA：白井俊彦、押田三都子
- プログラム：伊藤和彦、落合恵美、長谷川亮、丸山靖人
- チーフデザイナー：小澤一恵
- グラフィック：高田志保、加藤みどり、玉手麻里
- 助監督：江草和則、森宏治、松川貴志、井川浩哉
- 制作主任：市山隆治
- 制作進行：塚田亘
- ツアーコーディネーター：玉田智朗
- ロケコーディネーター：辻村哲郎、陳日新
- 車輌：木下信
- アシスタントプロデューサー：和久勤
- 資料提供：山本内科眼科クリニック
- 撮影協力：EXCELLENT COAST、House TERASHIMA、木下工務店、BLAZE、St.Louis Co.,Ltd.、フーフォレー、株式会社北川弥一郎商店、オプトインター株式会社、AJIOKA
- 衣装協力：ATSUKI A.O. ONISHI、DGRACE
- 広報：高橋幸枝、奈良岡勇一郎
- 技術：メディアネットワーク
- 編集：スタジオパークタワーウエスト
- 音楽協力：ファンダンゴ
- 製作協力：シネマハウト
- 監督：藤田明

## 評価
- ゲーム誌『ファミ通』のクロスレビューでは7・4・6・5の合計22点（満40点）[1]、『SATURN FAN』の読者投票による「ゲーム通信簿」での評価は以下の通りとなっており、18.7点（満30点）となっている[4]。

| 項目 | キャラクタ | 音楽 | お買い得度 | 操作性 | 熱中度 | オリジナリティ | 総合 |
| 得点 | 3.5        | 3.2  | 3.0        | 3.1    | 3.1    | 2.8            | 18.7 |

フリーライターの御簾納直彦は4Gamer.netに寄せた記事の中で、本作の一般的な評価が良くないとしつつも、セガサターンを語る上では外せない作品だとし、本作や『真説・夢見館』でキャラクターがアニメやドラマのように長いセリフをしゃべる場面には衝撃を受けたと振り返っている。